# Тетяна Рентерія
Тетяна Рентерія (ісп. Tatiana Rentería; нар. 22 грудня 2000) — колумбійська борчиня вільного стилю та пляжна борчиня, бронзова призерка чемпіонату світу, дворазова срібна призерка Панамериканського чемпіонату, срібна призерка Панамериканських ігор, бронзова призерка чемпіонату Південної Америки, чемпіонка Центральноамериканських і Карибських ігор, чемпіонка Боліваріанських ігор.

## Життєпис
У 2019 році стала Панамериканською чемпіонкою серед юніорів. У 2021 році здобула срібну медаль чемпіонату світу серед молоді. Наступного року на цих же змаганнях здобула чемпіонський титул.

## Спортивні результати на міжнародних змаганнях

### Виступи на Олімпіадах
| Змагання                    | Збірна   | Вагова категорія          | Місце  |
| --------------------------- | -------- | ------------------------- | ------ |
| Літні Олімпійські ігри 2024 | Колумбія | жіноча боротьба, до 76 кг | Бронза |

### Виступи на Чемпіонатах світу
| Змагання                        | Збірна   | Вагова категорія          | Місце  |
| ------------------------------- | -------- | ------------------------- | ------ |
| Чемпіонат світу з боротьби 2022 | Колумбія | жіноча боротьба, до 76 кг | 10     |
| Чемпіонат світу з боротьби 2023 | Колумбія | жіноча боротьба, до 76 кг | Бронза |

### Виступи на Панамериканських чемпіонатах
| Змагання                                   | Збірна   | Вагова категорія          | Місце  |
| ------------------------------------------ | -------- | ------------------------- | ------ |
| Панамериканський чемпіонат з боротьби 2020 | Колумбія | жіноча боротьба, до 68 кг | 7      |
| Панамериканський чемпіонат з боротьби 2022 | Колумбія | жіноча боротьба, до 76 кг | 5      |
| Панамериканський чемпіонат з боротьби 2023 | Колумбія | жіноча боротьба, до 76 кг | Срібло |
| Панамериканський чемпіонат з боротьби 2024 | Колумбія | жіноча боротьба, до 76 кг | Срібло |

### Виступи на Панамериканських іграх
| Змагання                  | Збірна   | Вагова категорія          | Місце  |
| ------------------------- | -------- | ------------------------- | ------ |
| Панамериканські ігри 2023 | Колумбія | жіноча боротьба, до 76 кг | Срібло |

### Виступи на чемпіонатах Південної Америки
| Змагання                                    | Збірна   | Вагова категорія          | Місце  |
| ------------------------------------------- | -------- | ------------------------- | ------ |
| Чемпіонат Південної Америки з боротьби 2017 | Колумбія | жіноча боротьба, до 75 кг | Бронза |

### Виступи на Центральноамериканських і Карибських чемпіонатах
| Змагання                                                       | Збірна   | Вагова категорія          | Місце |
| -------------------------------------------------------------- | -------- | ------------------------- | ----- |
| Центральноамериканський і Карибський чемпіонат з боротьби 2018 | Колумбія | жіноча боротьба, до 68 кг | 5     |

### Виступи на Центральноамериканських і Карибських іграх
| Змагання                                     | Збірна   | Вагова категорія          | Місце  |
| -------------------------------------------- | -------- | ------------------------- | ------ |
| Центральноамериканські і Карибські ігри 2023 | Колумбія | жіноча боротьба, до 76 кг | Золото |

### Виступи на Боліваріанських іграх
| Змагання                 | Збірна   | Вагова категорія          | Місце  |
| ------------------------ | -------- | ------------------------- | ------ |
| Боліваріанські ігри 2022 | Колумбія | жіноча боротьба, до 76 кг | Золото |

### Виступи на інших змаганнях
| Змагання                                                     | Збірна   | Вагова категорія             | Місце  |
| ------------------------------------------------------------ | -------- | ---------------------------- | ------ |
| Кубок Бразилії з боротьби 2017                               | Колумбія | жіноча боротьба, до 75 кг    | Срібло |
| Олімпійський кваліфікаційний турнір з боротьби 2020 (Оттава) | Колумбія | жіноча боротьба, до 68 кг    | Бронза |
| Турнір Дана Колова — Николи Петрова 2021                     | Колумбія | жіноча боротьба, до 76 кг    | 5      |
| Олімпійський кваліфікаційний турнір з боротьби 2020 (Софія)  | Колумбія | жіноча боротьба, до 76 кг    | 10     |
| Центральноамериканські і Карибські пляжні ігри 2022          | Колумбія | пляжна боротьба, понад 70 кг | Золото |
| Південноамериканські пляжні ігри 2023                        | Колумбія | пляжна боротьба, понад 70 кг | Золото |
| Серія пляжної боротьби 2024                                  | Колумбія | пляжна боротьба, +70 кг      | Золото |
| Меморіал Імре Поляка та Яноша Варги 2024                     | Колумбія | жіноча боротьба, до 76 кг    | Золото |
| Відкритий чемпіонат Польщі з боротьби 2024                   | Колумбія | жіноча боротьба, до 76 кг    | Золото |
| Гран-прі Іспанії з боротьби 2024                             | Колумбія | жіноча боротьба, до 76 кг    | 5      |

### Виступи на змаганнях молодших вікових груп
| Змагання                                                 | Збірна   | Вагова категорія          | Місце  |
| -------------------------------------------------------- | -------- | ------------------------- | ------ |
| Панамериканський чемпіонат з боротьби серед юніорів 2019 | Колумбія | жіноча боротьба, до 72 кг | Золото |
| Чемпіонат світу з боротьби серед молоді 2021             | Колумбія | жіноча боротьба, до 76 кг | Срібло |
| Чемпіонат світу з боротьби серед молоді 2022             | Колумбія | жіноча боротьба, до 76 кг | Золото |